# 史密森陨石坑
史密森陨石坑（Smithson）是位于月球正面丰富海东北部的一座小撞击坑，其名称取自英国化学家暨矿物学家，史密森尼学会创始捐赠人詹姆斯·史密森（1765年-1829年），1976年被国际天文学联合会正式接受。

## 描述

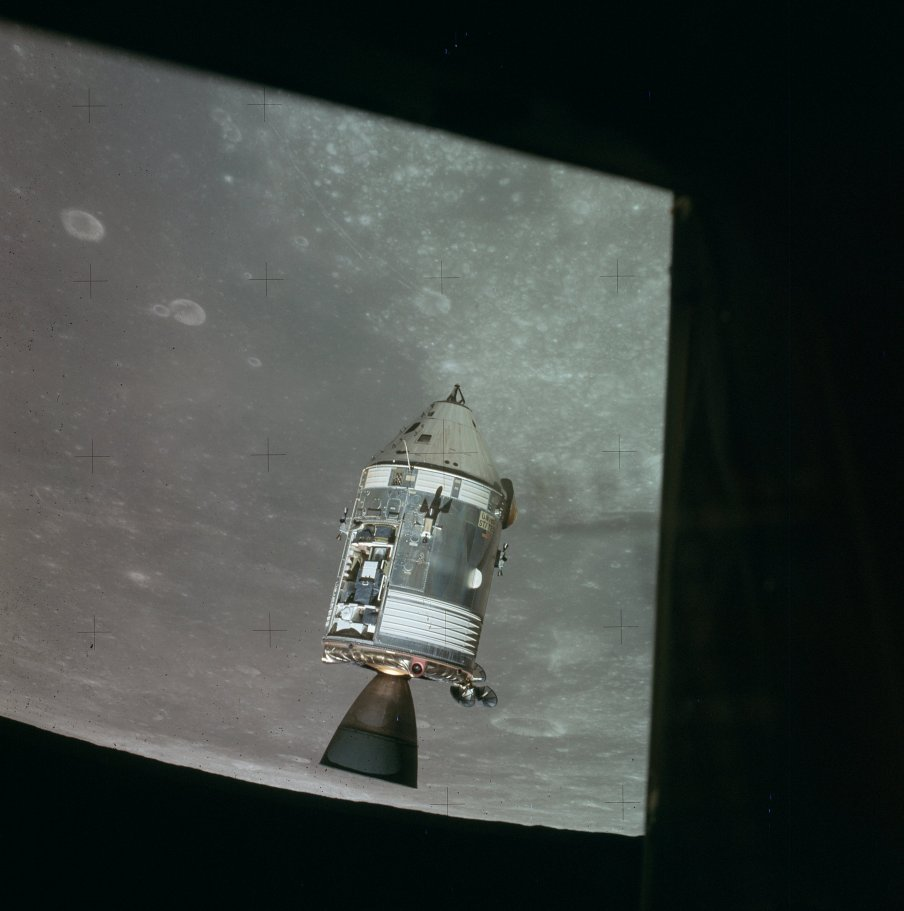
阿波罗15号指令舱飞过成功湾，图中左上方是史密森陨石坑。

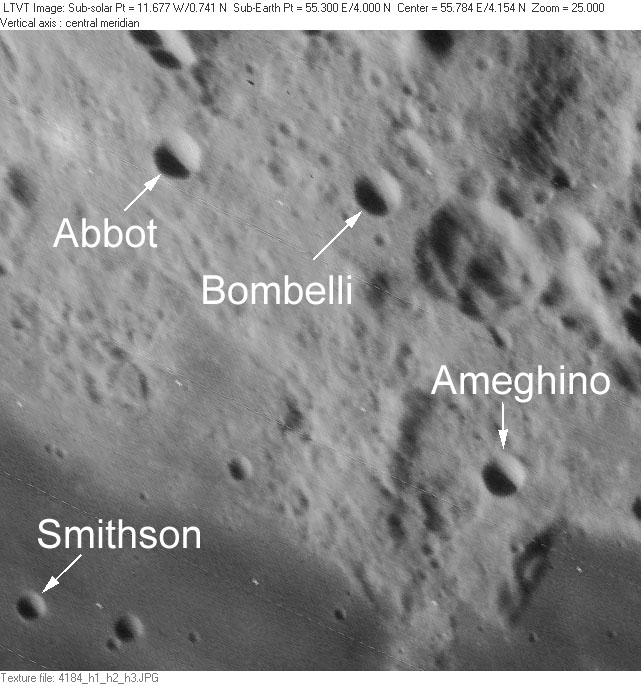
月球轨道器4号拍摄的图像。

该陨坑西侧和西北分别靠近昂维尔陨石坑及麻田陨石坑、东北偏北、东北和东北偏北分别毗邻艾博特陨石坑、邦贝利陨石坑和阿米希诺陨石坑，韦布陨石坑位于它的东南，南面和西南分别横亘了林德伯格陨石坑和梅西耶陨石坑。此外，陨坑的东南偏东分布有卡耶山脊、东北偏北是阿波罗尼奥斯月溪；成功湾坐落在它的东面，东南和南面分别绵延着安德鲁索夫山脊和盖基山脊。该陨坑中心月面坐标为2°23′N 53°38′E / 2.38°N 53.64°E，直径6.04公里，深约1.03公里。
史密森陨石坑是一座圆杯状的撞击坑，坑壁边缘清晰完整，平整的内壁面呈现出较高的反照率。它的坑壁最大高出周边地形220米，内部容积约有8.81立方千米。其形态特征隶属于ALC 型（以该类陨石坑的典型代表——卫星坑阿尔巴塔尼环形山 C命名）。
在1976年被国际天文学联合会正式命名前，该陨坑曾被称作卫星坑塔伦修斯 N（即卫星坑标记法：以所靠近的主坑名+字母来命名）。

## 另请参阅
- Andersson, L. E.; Whitaker, E. A. . NASA RP-1097. 1982.
- Blue, Jennifer. . USGS. July 25, 2007  [2007-08-05]. （原始内容存档于2012-04-08）.
- Bussey, B.; Spudis, P. . New York: Cambridge University Press. 2004. ISBN 978-0-521-81528-4.
- Cocks, Elijah E.; Cocks, Josiah C. . Tudor Publishers. 1995. ISBN 978-0-936389-27-1.
- McDowell, Jonathan. . Jonathan's Space Report. July 15, 2007  [2007-10-24]. （原始内容存档于2012-05-26）.
- Menzel, D. H.; Minnaert, M.; Levin, B.; Dollfus, A.; Bell, B. . Space Science Reviews. 1971, 12 (2): 136–186. Bibcode:1971SSRv...12..136M. doi:10.1007/BF00171763.
- Moore, Patrick. . Sterling Publishing Co. 2001. ISBN 978-0-304-35469-6.
- Price, Fred W. . Cambridge University Press. 1988. ISBN 978-0-521-33500-3.
- Rükl, Antonín. . Kalmbach Books. 1990. ISBN 978-0-913135-17-4.
- Webb, Rev. T. W.  6th revised. Dover. 1962. ISBN 978-0-486-20917-3.
- Whitaker, Ewen A. . Cambridge University Press. 1999. ISBN 978-0-521-62248-6.
- Wlasuk, Peter T. . Springer. 2000. ISBN 978-1-85233-193-1.